# Papa Cornélio
Papa São Cornélio (em latim: Cornelius; Roma, 180 – Roma, junho de 253) foi o Papa de 6 de março de 251 até a data do seu martírio. São Cornélio foi papa em um dos momentos mais problemáticos da Igreja, entre duas grandes perseguições e um cisma, e mostrou grande capacidade tanto de ser um líder teológico e espiritual, bem como um grande líder político e diplomático. São Cornélio dedicou sua vida ao cristianismo, e é considerado como modelo e inspiração para os futuros papas.

## Vida

### Perseguição aos cristãos e eleição para o papado
O Imperador Décio, que governou de 249-251, perseguiu os cristãos no Império Romano e a partir de Janeiro do ano 250, ele ordenou que todos os cidadãos realizassem um sacrifício religioso na presença dos comissários, ou então seriam sentenciados à morte. Muitos cristãos se recusaram e foram martirizados, incluindo o papa Fabiano. Porém alguns cristãos apostataram ou participavam dos sacrifícios para salvar suas vidas. Após a perseguição surgiram duas escolas de pensamento, um lado, liderado por Novaciano, que era um sacerdote da diocese de Roma, acreditava que aqueles que haviam parado de praticar o catolicismo durante a perseguição não poderiam ser aceitos de volta na igreja, mesmo se eles se arrependessem. Sob esta filosofia, a única maneira de se reinserir a igreja seria o rebatismo. O lado oposto, defendido por Cornélio e Cipriano o Bispo de Cartago, não acreditavam na necessidade de rebatismo, professando que os pecadores seriam perdoados se mostrassem arrependimento e contrição verdadeiro para serem aceitos de volta na igreja. Tentando provocar uma crise na Igreja, Décio impediu a eleição de um novo papa, no entanto, logo depois ele foi forçado a deixar a área para combater os invasores Godos e enquanto ele estava ausente as eleições foram realizadas. Participaram dezesseis bispos, assim como o povo e o clero de Roma, Novaciano acreditava que ele seria eleito, no entanto Cornélio foi eleito papa categoricamente, mesmo contra sua vontade em março de 251.

### Papado
Poucas semanas depois, Novaciano se proclamou o antipapa, e conduziu um cisma através da igreja católica. Após a eleição de Cornélio, Novaciano tornou-se mais rigorista em sua doutrina, afirmando que mesmo o rebatismo não poderia perdoar os pecados mais graves. Cornélio teve o apoio do São Cipriano, São Dionísio, e muitos bispos africanos e orientais, enquanto Novaciano tinha o apoio de uma minoria do clero e leigos de Roma, que não reconheceram Cornélio como papa. Cornélio imediatamente convocou uma sínodo (Concílio de Cartago) de 60 bispos que o reafirmou como o legítimo papa, logo depois ele excomungou Novaciano e anatemizou o Novacianismo. Também foi acordado no sínodo de que os cristãos que apostataram durante a perseguição do imperador Décio só poderiam receber a comunhão novamente se arrependessem e fizessem penitência.
O veredito do sínodo foi enviado aos bispos cristãos, nomeadamente o bispo de Antioquia, um forte apoiante do novacianismo, a fim de convencê-lo a aceitar a autoridade de Cornélio. As cartas enviadas por Cornélio aos bispos doutras dioceses permitem avaliar o tamanho da Igreja de Roma e dimensão da obra de caridade nesse período. Cornélio menciona que, no momento, a Igreja de Roma tinha "quarenta e seis padres, sete diáconos, sete sub-diáconos, quarenta e dois acólitos, cinqüenta e dois Ostiários, e mais de mil e quinhentas viúvas e pessoas passando por necessidades". Suas cartas também informam que Cornélio tinha uma equipe de mais de cento e cinquenta clérigos e que a Igreja alimentava diariamente 1 500 pessoas. A partir desses números, estima-se que havia, pelo menos, cinquenta mil cristãos em Roma durante o pontificado do Papa Cornélio.

### Morte e cartas
Em junho de 251, sendo a data específica desconhecida, o Imperador Décio foi morto enquanto lutava contra os Godos; imediatamente Treboniano Galo tornou-se o líder do Império Romano. A perseguição aos cristãos começou novamente em junho de 252, e o papa Cornélio foi exilado para Civitavecchia, Itália, onde morreu um ano depois, em junho de 253. Algumas fontes afirmam que ele foi decapitado. Cornélio não foi sepultado na capela dos papas, mas em uma catacumba próxima, e a inscrição em seu túmulo está em latim, em vez de grego como seu antecessor o Papa Fabiano, e seu sucessor Lúcio I, e diz: "Cornélio Mártir". As cartas enviadas por Cornélio enquanto estava no exílio são todas escritas em latim coloquial ao invés do estilo clássico, usado por aqueles de origens educadas como Cipriano, um teólogo assim como bispo, e Novaciano. Isto poderia sugerir que Cornélio não veio de uma família extremamente rica e, portanto, não foi lhe dada uma educação sofisticada. 

### Veneração
Na Igreja Católica, o dia de São Cornélio é comemorado juntamente com seu amigo, São Cipriano em 16 de setembro. O dia consagrado a ele foi originalmente 14 de setembro, a data em que São Cipriano São Cornélio foram martirizados, como relatado por São Jerônimo. Na iconografia, é atribuído a Cornélio o corno (em referência a origem do seu nome em latim: "corno" ou "chifre"). Este poderia ser um chifre de batalha ou um chifre de vaca.
Algumas de suas relíquias foram levadas para a Alemanha durante a Idade Média; a posse da sua cabeça é reivindicada pelo mosteiro beneditino de Kornelimünster Abbey, próximo a Aachen. Na Renânia, ele também é considerado padroeiro dos namorados. Ele também é um santo padroeiro dos agricultores e de gado, e foi invocado contra epilepsia, e aflições associadas com os nervos e as orelhas.
Cornélio, junto com Quirino de Neuss, Hubertuo e Antônio, o Grande, foi venerado como um dos Quatro Santos de Marshals na Renânia durante o final da Idade Média.